# Янголи Чарлі (фільм, 2000)
«Янголи Чарлі» (англ. Charlie's Angels) — кіноадаптація телесеріалу «Янголи Чарлі» кінця 1970-х років. Фільм вийшов на екрани у жовтні 2000 року. Роль Янголів, що працюють у приватному агентстві розслідувань, виконали зірки Камерон Діас, Дрю Беррімор та Люсі Лью.
Сиквел «Янголи Чарлі: Повний вперед» з'явився у 2003 році.

## Сюжет
Янголи Наталі Кук, Ділан Сандерс і Алекс Мандей були найняті віце-президентом «Knox Technologies» Вівіан Вуд, щоб знайти її «викраденого» партнера Еріка Нокса і повернути «вкрадене» конкурентами в особі Роджера Корвіна програмне забезпечення. Під час розслідування на шляху дівчат встають злочинці якогось Худорлявого. Згодом виявляється, що клієнт є ворогом: з допомогою Янголів він хоче отримати доступ до структури конкурентів. Батько Нокса служив у Армійській розвідці разом з босом Янголів — Чарльзом Таунсендом. Син вважає Чарлі винним у його смерті.
Ерік Нокс планує використати отриману програму ідентифікації голосу по стільниковому телефону, щоб відстежити місцезнаходження Чарлі через супутник, а потім вбити його. Нокс здійснює замахи на Янголів: Алекс намагаються розстріляти в її трейлері, на Наталі нападає найманий вбивця. Янголи виживають і Наталі вибиває із вбивці інформацію про те, що замовник — Вівіан Вуд, партнер Нокса. Тим часом Нокс стріляє в Ділан, але їй вдається вижити. Вівіан підсипає снодійне в шампанське Бослі і його викрадають, знищивши при цьому штаб-квартиру Янголів. З допомогою передавача в коронці зуба Бослі вдається зв'язатися з Янголами і дівчата потрапляють у лігво злочинців. Наталі звільняє Бослі, але її атакує Вівіан, в той час як Алекс намагається перехопити сигнал телефонної розмови Нокса і Чарлі, щоб Нокс з допомогою супутника не вирахував його. Ділан потрапляє в Замок, щоб зупинити Нокса, але той захоплює її в полон. Нокс прив'язує Ділан до стільця, а потім веде розмову про те, що у них могло щось вийти разом. Отримавши жорстку відповідь, він заклеює рот зв'язаній полонянці, щоб вона не могла йому перешкодити говорити з Чарлі.
Тим часом в бійці Наталі перемагає Вівіан, а Алекс атакує Худорлявий, перешкодивши її роботі. Після тривалої сутички їй вдається його нейтралізувати. Нокс зв'язується з Чарлі, вираховуючи через супутник його місцезнаходження. Зв'язана Ділан не може попередити Чарлі, так як Нокс заклеїв їй рот і вона безпорадно спостерігає за розмовою і процесом вирахування. Нокс вираховує місцезнаходження Чарлі і відправляється туди на гелікоптері, щоб підірвати його ракетами. Він залишає зв'язану Ділан для розваги своїм бійцям, перед цим поцілувавши її в рот через липку стрічку. Ділан вдається звільнитися від пут, перемогти супротивників і приєднатися до інших. Разом всі Янголи переслідують злочинця і той вибухає в гелікоптері від власної ракети. Янголи вирішують провідати Чарлі, сподіваючись побачити його, але в будинку бачать тільки вже звичний інтерком. Чарлі просить вибачення і повідомляє їм, що поїхав, і що їх офіс відновлять.
У кінці фільму Наталі, Алекс, Ділан і Бослі відпочивають на пляжі. Їм телефонує Чарлі, який є поруч, але тільки Ділан його помічає і не говорить іншим.

## У ролях
| Актор           | Роль                                                   |
| --------------- | ------------------------------------------------------ |
| Кемерон Діас    | Наталі Кук англ. Natalie Cook                          |
| Дрю Беррімор    | Ділан Сандерс англ. Dylan Sanders                      |
| Люсі Лью        | Алекс Мандей англ. Alex Munday                         |
| Білл Мюррей     | Джон Бослі англ. John Bosley (Charlie's Angels)        |
| Сем Роквелл     | Ерік Нокс англ. Eric Knox                              |
| Келлі Лінч      | Вівіан Вуд англ. Vivian Wood                           |
| Кріспін Гловер  | Худорлявий англ. the Thin Man                          |
| Тім Каррі       | Роджер Корвін англ. Roger Corwin                       |
| Метт Леблан     | Джейсон Гіббонс англ. Jason Gibbons                    |
| LL Cool J       | африканський священник англ. Mr. Jones                 |
| Том Грін        | Чад англ. Chad                                         |
| Люк Вілсон      | Піт Коміський англ. Peter Kominsky                     |
| Шон Вейлен      | Паскуаль англ. Pasqual                                 |
| Алекс Требек    | самого себе                                            |
| Карен Макдугал  | дівчина Роджера Корвіна                                |
| Джон Форсайт    | Чарлі (голос) англ. Charles "Charlie" Townsend (Voice) |
| Меліса Маккарті | Доріс англ. Doris                                      |

## Українське багатоголосе закадрове озвучення
- Багатоголосе закадрове озвучення телекомпанії «Інтер» (2003). Ролі озвучували: Олег Лепенець, Олесь Гімбаржевський, Ніна Касторф та Лідія Муращенко.

- Багатоголосе закадрове озвучення студії «1+1» (2013). Ролі озвучували: Дмитро Завадський, Олена Яблочна, Наталя Романько-Кисельова та Юлія Перенчук.